# 彼得·罗曼诺维奇·亚历山德罗夫
彼得·罗曼诺维奇·亚历山德罗夫（俄语：Пётр Романович Александров，羅馬化：Pyotr Romanovich Aleksandrov，？—？）苏联人，苏联红军军官，三区革命领导人之一。

## 生平
1944年11月初，苏联驻伊宁领事馆认为伊宁暴动条件已经成熟，便派人向苏联求援，并调动苏联侨民帕提赫·莫斯里莫夫领导的巩哈游击队进攻伊宁，同时在伊宁城内发动并武装群众。1944年11月6日，苏联军官亚历山德罗夫率领一支军队从霍尔果斯潜入伊宁，与伊宁解放组织组成了军事指挥部，亚历山德罗夫担任负责人。同日，列斯肯率部袭击了芦草沟区派出所，占领了芦草沟，切断了迪伊公路。当天晚上，巩哈游击队三个大队抵达伊宁城郊待命。11月7日，伊宁暴动开始，在巩哈游击队的进攻及城内苏军与武装人员的策应下，伊宁驻军中的少数民族士兵发生哗变。11月10日，伊宁全城被攻占，伊宁守军残部及各地逃到伊宁的汉族官民8000余人，撤往伊宁城郊的伊宁机场及艾林巴克、鬼王庙两处高地固守。此即伊宁事变。三区革命由此开始。
伊宁事变发生后，1944年11月12日，伊宁解放组织在维、哈、柯俱乐部召开大会，宣布成立东突厥斯坦共和国临时政府。临时政府以艾力汗·吐烈、亚历山德罗夫等16人组成临时政府委员会，临时政府委员会推举艾力汗·吐烈为主席，阿奇木伯克·霍加为副主席，阿不都鲁甫·买合苏木为秘书长。苏联军官亚历山德罗夫担任游击队总司令，统一指挥在各地作战的全体武装力量。
伊宁事变发生后，新疆军政当局慌忙制订“五路围剿”作战计划，但限于寒冷气候及地理环境限制，该计划无法实现。其中一路沿着迪伊公路西进，在果子沟因冰雪而受阻，并不断遭到狙击，只好撤退。另一路由谢义锋率领一个团，自精河出发，攻占科尔古琴达坂，战斗持续一天，到达皮青里山沟，这里距离伊宁机场仅20公里。次日清晨，谢义锋部正在煮早饭，遭游击队炮击，郏副团长的手被炸断，运给养的后勤人员误入游击队营地，粮食弹药被游击队全部夺走。鉴于雪深，无粮弹，谢义锋率领这一千多人撤退回精河。谢义锋部作战期间，被围困在艾林巴克的孤军听到了枪声。游击队总司令亚历山德罗夫也听到了枪声，携带抢来的一车财物准备逃跑。为此，亚历山德罗夫被撤职，改由波利诺夫任总指挥官。